# Championnats de Hongrie d'escrime 1922
Navigation
Édition précédente Édition suivante
Les championnats de Hongrie d'escrime 1922 ont lieu les 22 et 23 avril 1922 pour le fleuret et les 5 et 7 mai 1922 pour le sabre à Budapest. Ce sont les dix-huitièmes championnats d'escrime en Hongrie. Ils sont organisés par la MVSz.
Les championnats comportent seulement deux épreuves, le fleuret masculin et le sabre masculin.

## Classements
| Épreuves          | Or                       | Argent                   | Bronze          |
| ----------------- | ------------------------ | ------------------------ | --------------- |
| Fleuret           |                          |                          |                 |
| Hommes individuel | Zoltán Schenker MOVE BSE | Ferenc Filótás MAC       | Péter Tóth MAC  |
| Sabre             |                          |                          |                 |
| Hommes individuel | Sándor Pósta MAFC        | Zoltán Schenker MOVE BSE | József Rády MAC |